# إيلين سبيرتوس
إيلين سبيرتوس (بالإنجليزية: Ellen Spertus) بروفيسورة في علم الحاسوب في جامعة ميلز، أوكلاند، كاليفورنيا، الولايات المتحدة، وعالمة أبحاث بارزة في جوجل.

## حياتها المبكرة
نشأت سبيرتوس في جلينكو، إلينوي، حيث التحقت بثانوية نيو ترير. حصلت على شهادة البكالوريوس في هندسة الحاسوب وعلومه في معهد ماساتشوستس للتقنية عام 1990، وماجستير في الهندسة الكهربائية وعلوم الحاسوب عام 1992، ودكتوراه في الهندسة الكهربائية وعلوم الحاسوب عام 1998. أمضت عددا من فصول الصيف بين الفصول الدراسية تعمل في مايكروسوفت.

## المهنة
كتبت سبيرتوس مقالات تناقش كلتا المواضيع التقنية والاجتماعية وغالباً ما جمعت بين الاثنين. وكتبت جريدة نيويورك تايمز لمحة عنها عام 1993 في مقال عن "نساء قد غيرن صناعة الحواسيب"، وفي مقال لاحق في 2003. أما في عام 2001 فقد سميت لتكون أكثر هاوية تقنية إثارة على قيد الحياة.
منذ كانون الثاني في 2009، قضت سبيرتوس وقتها قي غوغل تعمل في صناعة تطبيقات الأندرويد، وهي منصة لتطوير قاعدة منيعة من خلال واجهة رسومية للمستخدم التي تسمح للمطورين والهواة على حد سواء بصنع تطبيقات للأندرويد<. في ايار 2011، نشرت أوريلي ميديا "صانع الألعاب", الذي شاركت سبيرتوس في صنعه مع ديفيد ولبر وهال أبيلسون وليز لووني.
كانت سبيرتوس واحدة من ال 1000 شخص اُستأجروا في جينيرال موتورز EV1s.
.

## الحياة الشخصية
وهي متزوجة من عالم الكمبيوتر كيث غولدين.

## روابط خارجية
- كلية مايلز: إيلين سبيرتوس، رياضيات وعلم حاسوب
- إيلين سبيرتوس على غوغل سكولار